# Pygora tristis
Pygora tristis är en skalbaggsart som beskrevs av Oliver Erichson Janson 1925. Pygora tristis ingår i släktet Pygora och familjen Cetoniidae. Inga underarter finns listade i Catalogue of Life.